# Max Schreck

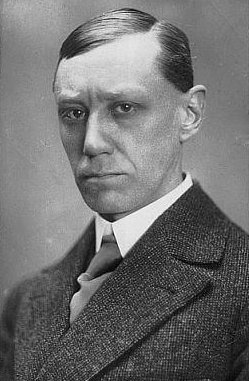
Max Schreck, ca. 1922

Maximilian „Max“ Schreck (* 6. September 1879 in Berlin; † 20. Februar 1936 in München) war ein deutscher Schauspieler, dessen bleibende Bekanntheit vor allem auf seiner Titelrolle in dem  Stummfilm Nosferatu – Eine Symphonie des Grauens beruht.

## Leben

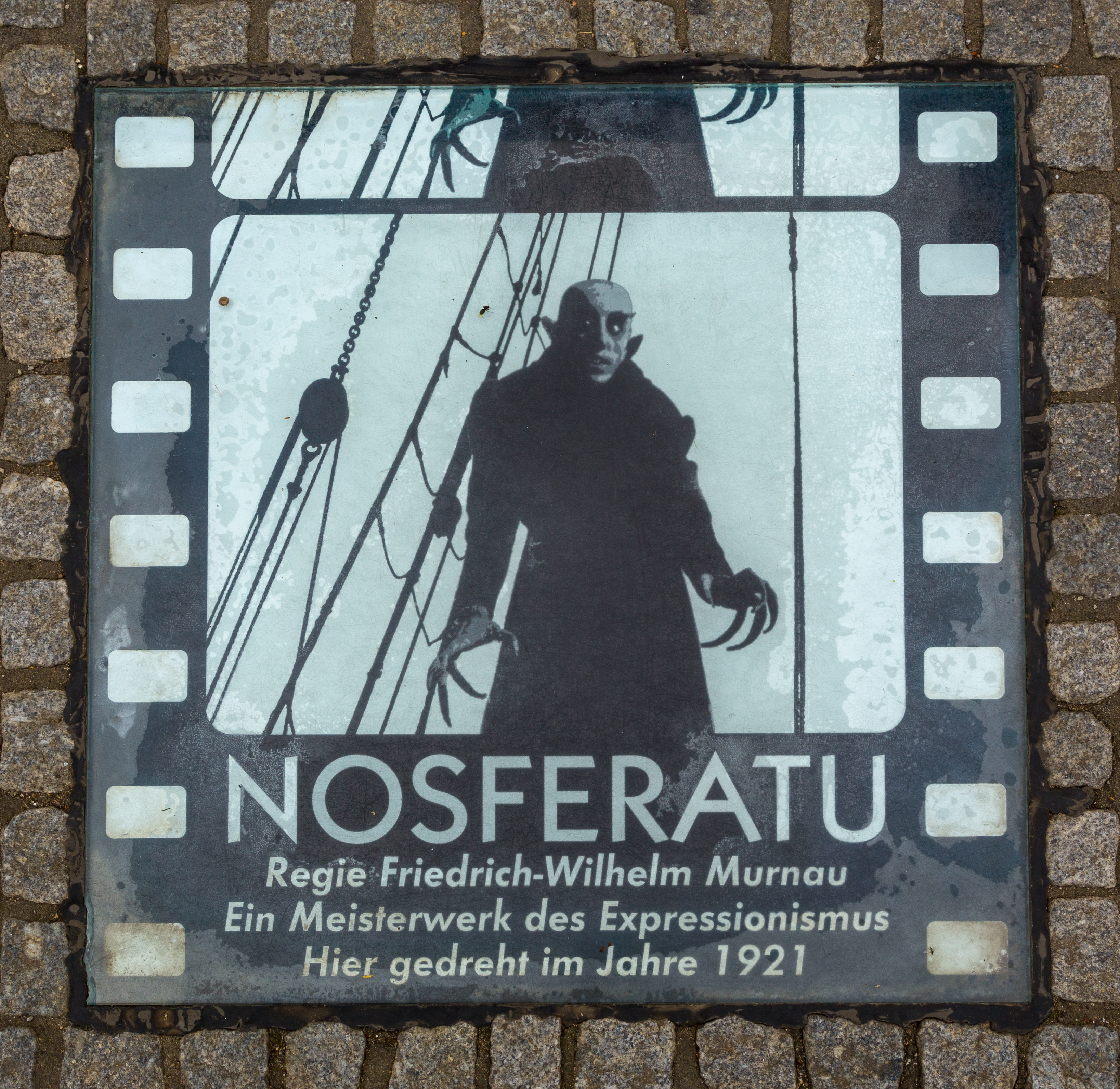
Max Schreck als Nosferatu auf einer Gedenktafel in Wismar

Max Schreck wurde am 6. September 1879 in Berlin geboren. Seine Eltern waren der Topograf Gustav Ferdinand Schreck (1846–1898) und Auguste Wilhelmine Pauline geb. Michaelis, die Großeltern väterlicherseits der Leinewebermeister Johann Andreas Schreck und Charlotte Marie Elisabeth geb. Lange. Verschiedenen Quellen zufolge soll die Schauspielerin Gisela Uhlen (1919–2007) seine Nichte gewesen sein. Obwohl auch sie selbst dies geäußert haben soll, konnten Recherchen (u. a. vom Max Schreck-Biografen Stefan Eickhoff) keine Verwandtschaft beider Familien seit Ende des 18. Jahrhunderts belegen. Max Schrecks Vorfahren väterlicherseits lebten in Egeln und Wiehe, die von Gisela Uhlen in Kleinsüßen und Dürnau.
Max Schreck absolvierte seine schauspielerische Ausbildung am Berliner Staatstheater. Nach seiner Ausbildung war er zwei Jahre auf Tournee, unter anderem in Zittau, Erfurt, Bremen, Luzern, Gera und Frankfurt am Main. 1910 heiratete er die Schauspielerin Franziska Ott, die sich fortan Fanny Schreck nannte. Die Ehe blieb kinderlos.
Von 1919 bis 1922 trat Schreck bei den Kammerspielen München auf. 1922 wurde er von der Prana Film für die einzige Produktion dieser Gesellschaft, Nosferatu – Eine Symphonie des Grauens, verpflichtet. Er spielte den Vampirgrafen Orlok, der auf der Suche nach einem Haus ist. Dieser Film von Friedrich Wilhelm Murnau brachte ihm weltweit ein bleibendes Ansehen und gilt auch heute noch als meisterliche Darstellung.
1923 spielte Schreck in Karl Grunes Sozial-Drama Die Straße, 1925 bekam er hervorragende Kritiken für die Rolle des Apothekers in Carl Boeses Krieg im Frieden und 1927 war er erneut unter Grune in dessen pazifistischem Film Am Rande der Welt zu sehen.
Danach kehrte Schreck an die Kammerspiele München zurück. Er arbeitete sowohl am Theater als auch bei weiteren Stummfilmen gemeinsam mit Max Ophüls, Bertolt Brecht und Karl Valentin. Insgesamt war er in über vierzig Filmen in verschiedenen Rollen zu sehen (unter anderem in „Ritter der Nacht“ aus dem Jahr 1928). Dem Abbé Faria in der deutschen Fassung von Rowland V. Lees Graf von Monte Christo (1934) lieh er zudem seine Stimme. Vom ersten bis zum 28. Februar 1933 stand er auf der Bühne von Erika Manns Kabarett „Die Pfeffermühle“ in der Münchner „Bonbonniere“. Er trug im zweiten Programm dieses antifaschistischen Kabaretts Erika Manns Text „Der Koch“ vor, einen Text auf den allmächtigen, diktatorischen Brunnenvergifter, gegen den sich niemand mehr zur Wehr setzt: „Serviert von oben frißt mans doch. Ich bin der Koch.“
Schreck starb überraschend im Alter von 56 Jahren, nachdem er zuvor noch als Großinquisitor in Don Karlos auf der Bühne gestanden hatte. Am 14. März 1936 wurde er auf dem Wilmersdorfer Waldfriedhof Güterfelde bei Berlin beigesetzt (Gräberfeld U-UR 670). 2011 wurde ein neuer Grabstein aufgestellt.
Der Legendenbildung um den „Vampir“ bedient sich auch E. Elias Merhiges Filmproduktion Shadow of the Vampire (2000), in dem Willem Dafoe den geheimnisvollen Max Schreck in einer fiktiven Entstehungsgeschichte des Murnau-Klassikers verkörpert. In Batmans Rückkehr (1992) spielt Christopher Walken eine Figur mit dem Namen Max Shreck.

## Filmografie

### Darsteller
- 1917: Teufelsmädel
- 1920: Tanz in den Tod
- 1920: Der Richter von Zalamea
- 1920: Der unheimliche Chinese
- 1921: Der Verfluchte
- 1921: Am Narrenseil
- 1921: Der zeugende Tod
- 1921: Der Roman der Christine von Herre
- 1921: Pique Ass
- 1921: Der Favorit der Königin
- 1922: Nosferatu – Eine Symphonie des Grauens
- 1922: Nathan der Weise
- 1922: Mysterien eines Frisiersalons
- 1923: Die Straße
- 1923: Der Kaufmann von Venedig
- 1924: Dudu, ein Menschenschicksal
- 1924: Die Finanzen des Großherzogs
- 1925: Krieg im Frieden
- 1925: Die gefundene Braut
- 1926: Der rosa Diamant
- 1927: Der Sohn der Hagar
- 1927: Am Rande der Welt
- 1927: Ramper, der Tiermensch
- 1927: Die pikanten Histörchen der seligen Excellenz
- 1927: Doña Juana
- 1928: Wolga-Wolga – Die Ballade von Stenka Rasin
- 1928: Der alte Fritz, 2. Teil: Ausklang
- 1928: Luther – Ein Film der deutschen Reformation
- 1928: Scampolo, das Mädchen der Straße
- 1928: Rasputins Liebesabenteuer
- 1928: Die Republik der Backfische
- 1928: Ritter der Nacht
- 1928: Moderne Piraten
- 1928: Serenissimus und die letzte Jungfrau
- 1929: Der Kampf der Tertia
- 1929: Ludwig der Zweite, König von Bayern
- 1930: Boykott (Primanerehre)
- 1930: Das Land des Lächelns
- 1930: Im Banne der Berge
- 1931: Die Koffer des Herrn O.F.
- 1932: Die verkaufte Braut
- 1932: Ein Mann mit Herz
- 1932: Fürst Seppl
- 1932: Muß man sich gleich scheiden lassen?
- 1932: Nacht der Versuchung
- 1932: Peter Voß, der Millionendieb
- 1933: Eine Frau wie Du
- 1933: Fräulein Hoffmanns Erzählungen
- 1933: Roman einer Nacht
- 1933: Der Tunnel
- 1934: Das Stahltier
- 1934: Das verliebte Hotel
- 1934: Klein Dorrit
- 1934: Peer Gynt
- 1935: Der Schlafwagenkontrolleur
- 1935: Knock out
- 1936: Donogoo Tonka
- 1936: Die letzten Vier von Santa Cruz
- 2002: SpongeBob Schwammkopf (Nur Archivmaterial als Nosferatu)

Synchronsprecher
- 1930: Die zwölfte Stunde – Eine Nacht des Grauens (Max Schreck)
- 1932: Vampyr – Der Traum des Allan Grey (Maurice Schutz)
- 1934: Die scharlachrote Blume (Ernest Milton)
- 1934: Der Graf von Monte Christo (O. P. Heggie)

## Hörfunk
- Thomas Gaevert: Herrlich unsterblich. Von alten und neuen Vampirgeschichten, Hörfunkfeature Südwestrundfunk, Erstsendung 10. Januar 2011 SWR2